# マリア・ミッチェル
マリア・ミッチェル（Maria Mitchell、1818年8月1日 - 1889年6月28日）は、アメリカ合衆国の女性天文学者。

## 経歴
マサチューセッツ州のナンタケット島に生まれた。父親は天文学者のウィリアム・クランチ・ボンドと親交のあったアマチュア天文家である。両親はクエーカー教徒で、当時としてはめずらしいことであるがマリアに男子と同じ教育をあたえようとした。図書館司書として働くかたわら父親の天文台で天文観測を続けた。
1847年、ミッチェル彗星 (C/1847 T1, 1847 VI)を発見した。当時デンマーク王フレデリク6世によって、彗星発見者に贈られるメダルが創設されており、彗星の発見は世間の注目を集めていた。ミッチェルの2日後にイタリアのフランチェスコ・デ・ヴィコがこの彗星を発見し、ミッチェルに先んじて報告したが、アメリカの天文関係者は、最初の発見者の座をミッチェルのものとするよう運動した。最初の発見者の栄誉を得たミッチェルは、1848年に新国王フレデリク7世からメダルを改めて贈られるとともに、カロライン・ハーシェル以来の女性の彗星発見者として国際的な名声を得た 。
女性として初めて1848年にアメリカ芸術科学アカデミーの会員に選ばれ、1850年にアメリカ科学振興協会の会員に選ばれた。アメリカ航海暦局（Nautical Almanac Office）で働き、金星の天体表を計算し、ナサニエル・ホーソーンとその家族とヨーロッパを旅した。1865年にヴァッサーカレッジの天文学の教授に迎えられ、ヴァッサーカレッジ天文台の台長を務めた 。彼女の評価や経験にもかかわらず、その報酬は若い男性の教授たちよりも低かったことから、昇給を交渉しなければならなかった。
1842年にクエーカー教徒からユニテリアンになった。奴隷制度に抗議して綿の衣類をつけるのをやめた。エリザベス・ケイディ・スタントンらと親しくなり、女性の地位向上のための協会 American Association for the Advancement of Womenの設立者の一人となった。
マリア・ミッチェル天文台は彼女の功績を称えて命名された。ナショナル・ウィミンズ・ホール・オブ・フェイム（ U.S. National Women's Hall of Fame）に選ばれ、第2次大戦中の海軍の船舶にも命名された。月のクレーターにも命名された。